# 王洽 (東晉)
王洽（323年—358年），字敬和，琅邪臨沂（今山東臨沂）人。東晉丞相王導第三子。官至中領軍。其孫王弘助劉裕建立南朝宋，在宋官至太保，居顯要地位。

## 生平
王洽在王導諸子中最為知名，與荀羨齊名，皆有美好的稱譽。歷任散騎郎，中書郎，中軍長史，司徒左長史，建武將軍、吳郡內史。後遷中領軍，不久更加中書令，但王洽堅決辭讓。雖然後來晉穆帝下詔勸王洽接受，但王洽仍然不接受。升平二年（358年），王洽在任內去世，享年三十六歲。次年荀羨亦死，晉穆帝感歎道：「荀令則、王敬和相繼凋落，股肱腹心將復寄誰乎！」王洽任吳郡內史時，亦很得當地士民歸心。

## 性格特徵
- 王洽好佛，曾與支遁討論[3]，為了解答王洽疑問，支遁著《即色遊玄論》[4]。
- 王洽工書法，王羲之說：“弟書遂不減吾。”《书断》称其“落简挥豪，有郢匠成风之势。”

## 家庭

### 父母
- 王導，王洽父，東晉丞相。
- 雷氏，王洽母，王導妾。[5]

### 兄弟
- 王悅，王洽長兄，官至中書侍郎，比王導早死。
- 王恬，王洽同母兄，好武術，因而不被公門器重。為東晉將領，曾任後將軍，鎮守石頭城。承爵父爵即丘子。
- 王協，王洽四弟，撫軍參軍，承襲武岡侯爵位，早死。
- 王劭，王洽五弟，官至吏部尚書、尚書僕射，領中領軍。
- 王薈，王洽六弟，官至鎮軍將軍，加散騎常侍。

### 夫人
- 荀氏[6]

### 子女
- 王珣，王洽長子，官至衛將軍，都督琅邪水陸軍事，加散騎常侍。
- 王珉，王洽次子，與王獻之齊名，官至中書令。

### 孫兒
- 王弘，王珣子，東晉官至尚書僕射。南朝宋官至太保、領中書監。
- 王虞，王珣子，南朝宋廷尉監。
- 王柳，王珣子，宋光祿大夫。
- 王孺，王珣子，南朝宋侍中。
- 王曇首，王珣子，南朝宋侍中、太子詹事。
- 王朗，王珉子，晉侍中。
- 王練，王珉子，晉侍中。南朝宋侍中、度支尚書。

## 延伸阅读
[在维基数据编辑]
 《晉書·卷065》，出自房玄齡《晉書》